# Hechos de Timoteo

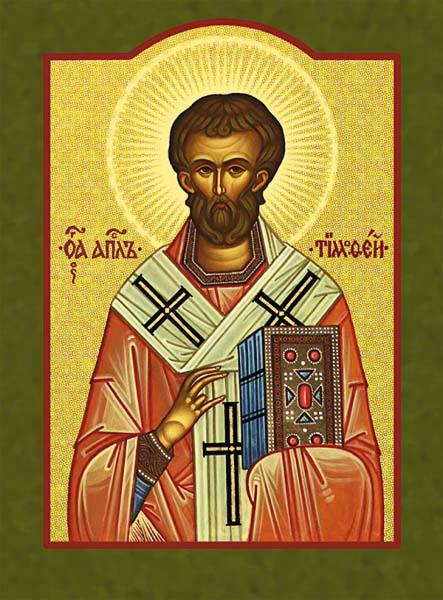
San Timothy (Icono ortodoxo)

Los Hechos de Timoteo (Acta Timothei) son una obra de apócrifos del Nuevo Testamento, probablemente del siglo V, que se ocupan principalmente de retratar al  apóstol Timoteo como el primer obispo de Éfeso y describiendo su muerte durante un festival violento pagano en la misma ciudad.

## Historia
Durante muchos años, estos Hechos se conocieron sólo a través de una traducción Latina ( BHL 8294) incluida en el segundo volumen del Acta Sanctorum en 1643. Focio, el erudito patriarca de Constantinopla, había leído el griego original y había dado un relato en su  Biblioteca (Codex 254). Luego, en 1877,  Hermann Usener editó en el griego original ( BHG 1847), que había sido localizado en París Codex Gr.  1219 (del siglo XI o XII).
La versión latina atribuye los Hechos a Polícrates de Éfeso (c. 130-196);  sin embargo, el original  griego no tiene tal certificación, lo que indica que tal atribución de autoría fue una adición posterior.  Usener fechó los Hechos antes de 356, probablemente entre 320 y 340, y pensó que estaban basados en una verdadera historia de la iglesia de Éfeso. Poco después de su publicación Theodor Zahn planteó varias cuestiones relativas a la datación de Usener.  Un problema fue la declaración en los Hechos de que Listra estaba en la provincia (eparquía) de Licaonia. Zahn señaló que  Licaonia no fue una provincia separada hasta después de c.  370. En consecuencia, la mayoría de los estudiosos sitúan la época de la composición no antes del siglo V. Otro problema observado más recientemente son los dos llamados procónsules de Asia, Maximus y Peregrinus. Barnes ha demostrado que ambos individuos son ficticios. Por lo tanto, la confiabilidad de las Actas como fuente de información histórica se ve algo afectada. Sin embargo, el autor muestra un conocimiento local de la topografía y la cultura de Éfeso.

## Contenido
Los Hechos cuentan cómo Pablo había consagrado a Timoteo como obispo durante el reinado de Nerón con motivo de una visita a Éfeso que hicieron juntos.  Luego, bajo Nerva, Timoteo sufre la muerte de un mártir durante un festival pagano. En este festival diabólico y abominable, como Focio lo llama hombres con máscaras en el rostro y con garrotes en las manos iban agrediendo sin restricciones a hombres libres y mujeres respetables, perpetrando asesinatos de ningún tipo y  derramando sangre sin fin en las mejores partes de la ciudad, como si estuvieran cumpliendo un deber religioso. Los eruditos han identificado este festival, llamado  katagogia  (aproximadamente, "el derribo"), con el culto de Dioniso. Como Klauck lo describe  , Timoteo intenta poner fin a lo salvaje y violento, pero él mismo es víctima de las orgías.
Además de las actividades de Timoteo, hay casi tanto material sobre Juan el evangelista, quien también era un residente de Éfeso. Usener explica que esta  situación extraña se debe quizás a que el material proviene originalmente de una historia anterior de la iglesia de Éfeso. Los Hechos también contienen un pasaje interesante sobre la formación del cuádruple evangelio.

Algunos seguidores de los discípulos del Señor, sin saber cómo poner en orden ciertos papiros que fueron escritos en diferentes idiomas y reunidos al azar por estos discípulos y que trataban de los milagros del Señor Jesús que habían tomado  lugar en su tiempo, llegó a la ciudad de Éfeso y de común acuerdo los llevó (los papiros) a Juan el renombrado teólogo.  Los examinó a fondo y, siguiendo el ejemplo de ellos, después de poner en orden los tres relatos de los evangelios y los tituló Evangelio de Mateo, Evangelio de Marcos, Evangelio de Lucas, asignando los títulos correspondientes a los evangelios, él mismo teologizó sobre las cosas.  no habían narrado ..., llenando también los vacíos que habían dejado, especialmente en sus relatos de los milagros, y luego él puso su propio nombre a esta recopilación o evangelio.
Hechos de Timoteo

Mientras que Lipsius había visto este relato como un disfraz de lo que había en  Eusebio (hist. eccl. III 24, 7), Crehan lo ve como evidencia de una fecha anterior para los Hechos. Argumenta que Lipsius "no concede la debida importancia al relato circunstancial en el  Acta  de los papiros y de su titulación por Juan, un relato que habría sido difícil para un falsificador en los días de los grandes codificadores de pergaminos.